# Distretto di Kaka
Il distretto di Kaka è un distretto del Turkmenistan situato nella provincia di Ahal. Ha per capoluogo la città di Kaka.